# فيرداندي

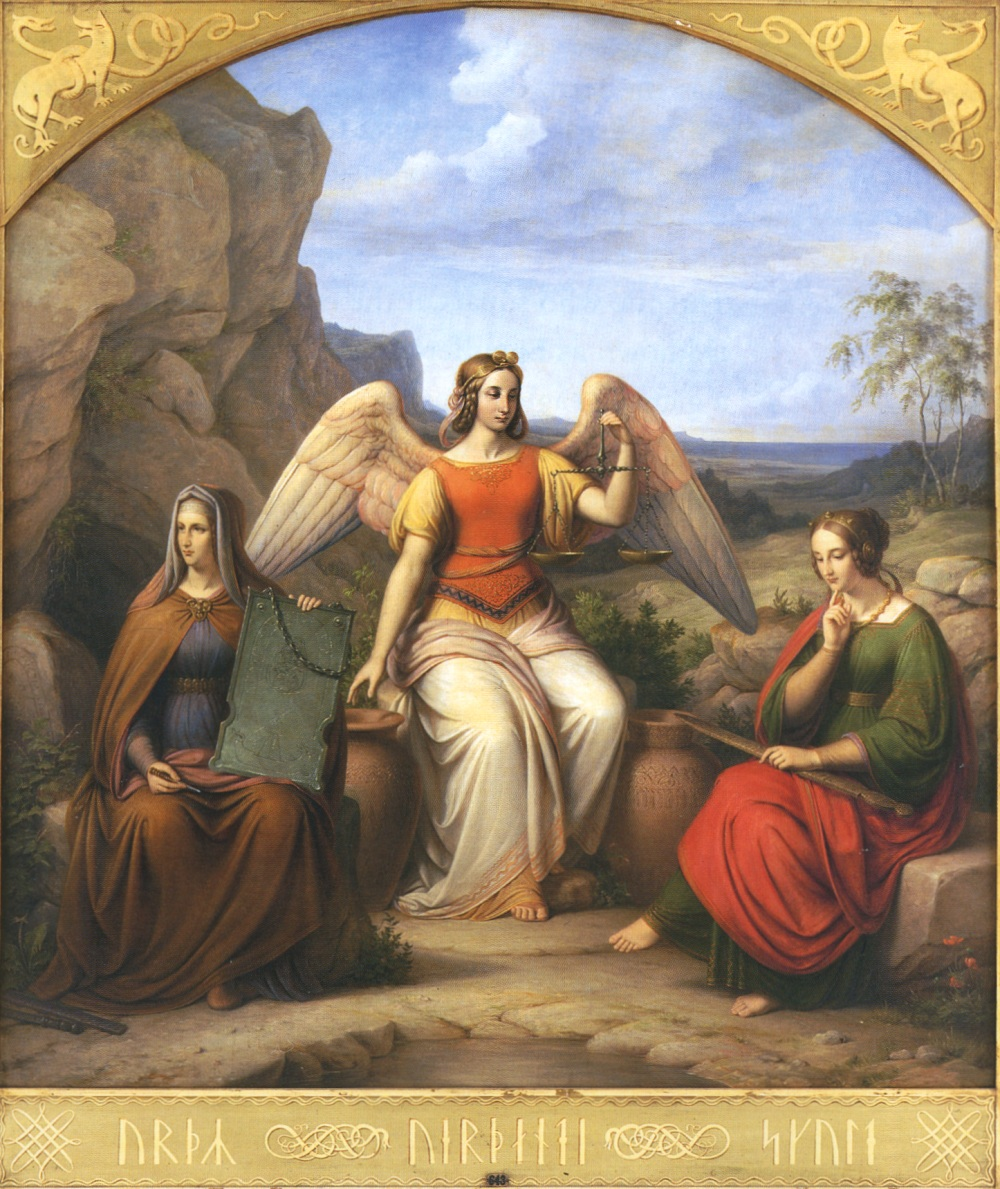
لوحة من سنة 1884 لجون لودفيغ لوند تصور الالهة فيرداندي مع أجنحة

فيرداندي (بالنرويجية: Verðandi‏) هي الهة في الميثولوجيا النوردية. تعرف بكونها إلهة القدر والزمن وهي مرتبطة مع أورت و سكولد.